# Super Almanacco Paperino
Super Almanacco Paperino è stata una rivista di fumetti pubblicata dall'Arnoldo Mondadori Editore dal 1976 al 1980 e dedicata alle storie di Paperino e di altri personaggi della Disney.

## Storia editoriale
La serie venne edita dalla Arnoldo Mondadori Editore da dicembre 1976 a maggio 1980 per 17 numeri come supplemento di altre testate della Mondadori e senza una periodicità predefinita e pubblicava prevalentemente storie classiche di Carl Barks. Nel 1980 la serie venne sostituita da una seconda serie omonima che ricominciò da capo la numerazione.

## Elenco
| N. | Mese/anno      | Supplemento a                                     |
| -- | -------------- | ------------------------------------------------- |
| 1  | dicembre 1976  | Almanacco Topolino (n. 240, dicembre 1976)        |
| 2  | aprile 1977    | Topolino (n. 1114, 3 aprile 1977)                 |
| 3  | giugno 1977    | Almanacco Topolino (n. 246, giugno 1977)          |
| 4  | novembre 1977  | Gli Albi di Topolino (n. 1203, 27 novembre 1977)  |
| 5  | marzo 1978     | Almanacco Topolino (n. 255, 8 marzo 1978)         |
| 6  | maggio 1978    | Topolino (n. 1174, 28 maggio 1978)                |
| 7  | luglio 1978    | Gli Albi di Topolino (n. 1234, 2 luglio 1978)     |
| 8  | dicembre 1978  | I Classici di Walt Disney (n. 24, dicembre 1978)  |
| 9  | aprile 1979    | Topolino (n. 1218, 1º aprile 1979)                |
| 10 | maggio 1979    | Almanacco Topolino (n. 269, maggio 1979)          |
| 11 | luglio 1979    | Gli Albi di Topolino (n. 1286, 1º luglio 1979)    |
| 12 | luglio 1979    | I Classici di Walt Disney (n. 82, 20 luglio 1979) |
| 13 | settembre 1979 | Topolino (n. 1244, 30 settembre 1979)             |
| 14 | novembre 1979  | Almanacco Topolino (n. 275, novembre 1979)        |
| 15 | dicembre 1979  | Paperino d'oro (n. 7, dicembre 1979)              |
| 16 | marzo 1980     | Topolino (n. 1270, 30 marzo 1980)                 |
| 17 | maggio 1980    | Almanacco Topolino (n. 281, maggio 1980)          |